# Conflicto de Sochi
El Conflicto de Sochi fue un conflicto fronterizo entre tres contendientes, los contrarrevolucionarios blancos, el Ejército Rojo bolchevique y la República Democrática de Georgia, por la toma de control sobre la ciudad de Sochi a orillas del Mar Negro y el territorio adyacente. El conflicto se luchó como parte de la guerra civil rusa y tuvo lugar entre julio de 1918 y mayo de 1919, y finalizó con el establecimiento de una frontera oficial entre Rusia y Georgia, conseguido con la mediación británica.

## Antecedentes
El área disputada estaba habitada por tribus abjasio-adigueas, los Zigues, desde tiempos inmemoriales.
Los georgianos reclamaban el territorio por el hecho de haber sido el área políticamente dominada por el reino medieval de Georgia en la cima de su esplendor y poder, cayó luego bajo el dominio de su sucesor, el Reino de Imereti y finalmente se constituyó en el Principado de Abjasia. El área tiene un gran interés turístico, y la región fue separada por decreto del zar de 25 de diciembre de 1904, del Distrito de Sujum (Gobernación de Kutaisi), para formar parte de la Gobernación de Chernomore. La gobernación de Chernomore estaba poco habitada desde que el Imperio ruso tomó el control del área, forzando a miles de habitantes locales a convertirse en muhayires. La región estaba habitada por un significativo número de armenios y georgianos.
El general ruso Antón Denikin y sus colegas insistieron en que la frontera entre Georgia (aún no reconocida ni por los blancos ni por los bolcheviques) y la República de Kubán controlada por los blancos, debía ser la establecida por las antiguas gubernias rusas de Kutaisi y Chernomore, es decir, ligeramente al norte del Río Bzyb.

## Conflicto
El conflicto fue precedido por la revuelta pro-bolchevique en Abjasia, lo que obligó al gobierno posrevolucionario, el Consejo Popular de Abjasia, a pedir ayuda de la República Democrática de Georgia y adherirse como entidad autónoma (8 de junio de 1918). Una fuerza georgiana al mando del Mayor General Giorgi Mazniashvili fue destacada a la región, a la que se unió la caballería abjasa formada por los nobles locales. Mazniashvili rechazó la ofensiva bolchevique procedente de Sochi a finales de junio, y siguiendo las instrucciones de las autoridades abjasias y georgianas, avanzó al norte para liquidar la base bolchevique que ayudaba a los comunistas revolucionarios.
La operación militar georgiana, animada también por la misión militar alemana, tuvo como resultado la ocupación de Adler el 3 de julio, Sochi el 6 de julio y Tuapse el 27 de julio, a lo largo de la acosta del Mar Negro. Mazniashvili recibió la orden de tomar el ferrocarril Tuapsé–Maikop, y coordinar sus acciones con el gobierno ruso blanco de Kubán y la Dobrovolcheskaya Armia enzarzados en una guerra total contra los fuerzas rojas en el sur de Rusia.
Al principio, Georgia se alió con las fuerzas blancas contra el enemigo común, los bolcheviques de Moscú. Esta cooperación se vio pronto empañada por los tempranos llamamientos de Denikin para reunificar a la "Gran Rusia" con el Cáucaso como parte integrante.
A principios de septiembre, los georgianos fueron forzados a retirarse de Tuapsé al retirarse el Ejército Rojo de Taman, perseguidas por las fuerzas de Denikin. Pronto las unidades blancas tomaron el control de Tuapse, forzando el 8 de septiembre la retirada de los bolcheviques en dirección Armavir (Rusia).
El 18 de septiembre, el Consejo de Sochi (gobierno local formado por mencheviques y eseres en agosto), declaró la unificación de la ciudad y del distrito a la República Democrática de Georgia como "medida temporal" contra las amenazas tanto de Lenin como de Denikin. A la anexión por parte de Georgia le siguió inmediatamente y por esa causa, una dura protesta por parte de los líderes blancos.
El 25 de septiembre de 1918, los líderes blancos y los representantes de la República Democrática de Georgia se reunieron en Ekaterinodar para encontrar una solución pacífica a la disputa. Denikin demandó que los georgianos retrocediesen hasta el río Bzyb. No se alcanzó ningún acuerdo, y los blancos detuvieron las negociaciones al día siguiente. El mismo día, Denikin capturó Lazarévskaya, al norte de las colinas de Sochi, pero no fue capaz de obtener el control de toda la región hasta que el Ejército Rojo fuese derrotado en el Cáucaso Norte. El 6 de febrero de 1919, las tropas georgianas al mando del general Koniev (Koniashvili) fueron obligadas a retroceder hacia el río Bzyb, y su estado mayor fue capturado en Gagra. Georgia envió refuerzos, pero los representantes británicos intervinieron estableciendo una línea de demarcación a lo largo del río Bzyb. Los oficiales georgianos capturados fueron puestos en libertad.
El 14 de marzo de 1919, la delegación georgiana presentó en la Conferencia de Paz de París un proyecto de fronteras del país en el que demandaba parte de la Gobernación de Chernomore hasta el pequeño río Makopse, a 14 kilómetros al sudeste de Tuapse. Las negociaciones no tuvieron ningún resultado.
El 12 de abril de 1919, la Guardia Popular Georgiana y las unidades del General Mazniashvili, con base en Sujum, lanzaron una contraofensiva. Evitando los puestos de mantenimiento de paz británicos en el río Bzyb, retomaron Gagra en un choque sangriento, en cooperación con las guerrillas rusas del Ejército verde, provenientes del río Majadir. La intervención británica paró el avance georgiano, y se estableció una nueva línea de demarcación al sur de Adler, en el río Psou. A lo largo de la frontera, la fuerza expedicionaria británica tomaron posiciones para prevenir el estallido de un nuevo conflicto. El 23–24 de mayo se reunieron en Tiflis representantes georgianos, de los voluntarios rusos y británicos para encontrar una solución de paz. Ese fue el final del conflicto, con algunos altercados ocasionales hasta finales de 1919.
Los blancos terminarían rindiendo la ciudad el 30 de abril de 1920, ante el avance imparable del ejército rojo.
El establecimiento de la actual frontera oficial entre Rusia y Georgia a lo largo del río Psou fue la principal consecuencia del conflicto de Sochi. La nueva frontera fue reconocida de iure por la RSFS de Rusia en mayo de 1920 y los aliados en enero de 1921.